# Артеменко Григорій Петрович
Григо́рій Петро́вич Арте́менко (* 1952) — майстер спорту по альпінізму, інструктор-методист першої категорії.

## Життєпис
Народився 1952 року. У 1975 році закінчив інженерно-фізичний факультет ХПІ.
Працював інженером-системотехніком в ХПІ, у ВНДІВіВ (Український науково-дослідний, проектно-конструкторський та технологічний інститут вибухозахищеного та рудникового електрообладнання з дослідно-експериментальним
виробництвом), очолював страхову компанію «Сплайн».
Займався в альпіністській секції інституту, в 1972 році на зборах спорттовариства «Буревісник» здійснив сходження на висоту Семенов-баші, за що був удостоєний значка «Альпініст СРСР». Потім перебував в альпіністських таборах «Домбай», «Баксан» та «Алібек»; виконав норми 2-го розряду і в 1975 році у Харківській школі інструкторів під керівництвом К. О. Барова став молодшим інструктором.
Багато років був лідером альпсекції політехнічного інституту. У альптаборі «Домбай», «Баксан», «Цей», «Айлама» понад 20 змін пропрацював командиром відділень новачків, значкістів й розрядників.
Під його керівництвом в 1970-1980-ті роки проведені збори харківського «Буревісника» в таборах (Арг, Куліколони — Фанські гори), на південно-західному Памірі (ущелина Кешти-Джероб).
За багато років сходжень в горах Кавказу та Паміру було пройдено близько сотні маршрутів, в тому числі Айлама — по південній стіні, 5Б (1975); Домбай-Ульген по південній стіні, 5Б (1977); Чапдара, південний схил, 5Б (1978).
Здобув перемоги в складі збірної Спорткомітету СРСР (1982). Чімборасо; Аконкагуа (1990) — керівник експедиції альпіністів ХПІ.
З 2000 року проживає в Канаді.